# 桐生線
桐生線（日语：／ Kiryū sen */?）連結日本群馬縣太田市太田站和同縣綠市赤城站，是屬於東武鐵道的鐵路線。車站編號的路線記號為TI。
起初為太田輕便鐵道的路線，收購了太田－藪塚段後，將太田輕便鐵道的未成線藪塚－相老鋪設鐵路，在1913年（大正2年）3月通車。

## 路線資料
- 路線距離（營業距離）：20.3公里
- 站數：8個（包括起終點站）
- 軌距：1067毫米
- 複線路段：無（全線單線）
- 電氣化路段：全線（直流1500V）
- 閉塞方式：自動閉塞式
- 保安裝置：東武型ATS

## 使用車輛

### 現行車輛
- 8000系（單人列車2輛編成）
- 200系・250系：特急兩毛（りょうもう）號

### 過去車輛
- 1800系：急行兩毛（りょうもう）號
- 3050系
- 5000系・5050系

## 历史
- 1911年（明治44年）5月 藪塚石材軌道於太田 - 藪塚間開始搬運石材用専用的人車軌道。軌距610mm
- 1911年（明治44年）9月 藪塚石材軌道改名太田輕便鐵道
- 1913年（大正2年）3月5日 東武鐵道收購太田輕便鐵道
- 1913年（大正2年）3月19日 桐生線和太田 - 相老間開業。軌距改為1067mm
- 1928年（昭和3年）3月1日 全線電氣化
- 1932年（昭和7年）3月18日 相老 - 新大間間（現在的赤城）間開業
- 1937年（昭和12年）5月5日 阿左美站開業
- 1958年（昭和33年）11月1日 新大間間站改名赤城站
- 1996年（平成8年）10月1日 貨物營業廢止（運行最終日為9月25日）
- 2006年（平成18年）3月18日 普通列車單人運行及小泉線直通運行開始

## 車站列表
- 全線位於群馬縣內。
- 特急「兩毛」的停車站參見該條目
- 普通列車為各站停車（一人控制）
- 全線單線。只限阿左美站不可進行列車交會，除此以外均可進行列車交會。

| 車站編號 | 中文站名 | 日文站名 | 英文站名 | 站間距離 | 累計距離 | 接續路線                                                    | 所在地 |
| -------- | -------- | -------- | -------- | -------- | -------- | ----------------------------------------------------------- | ------ |
| TI-18    | 太田     |          |          | -        | 0.0      | 東武鐵道： 小泉線支線（東小泉方向直通運行）、 伊勢崎線      | 太田市 |
| TI-51    | 三枚橋   |          |          | 3.4      | 3.4      |                                                             | 太田市 |
| TI-52    | 治良門橋 |          |          | 2.5      | 5.9      |                                                             | 太田市 |
| TI-53    | 藪塚     |          |          | 3.8      | 9.7      |                                                             | 太田市 |
| TI-54    | 阿左美   |          |          | 3.4      | 13.1     |                                                             | 綠市   |
| TI-55    | 新桐生   |          |          | 1.5      | 14.6     |                                                             | 桐生市 |
| TI-56    | 相老     |          |          | 2.3      | 16.9     | 渡良瀨溪谷鐵道：渡良瀨溪谷線                                | 桐生市 |
| TI-57    | 赤城     |          |          | 3.4      | 20.3     | 上毛電氣鐵道：上毛線 渡良瀨溪谷鐵道：渡良瀨溪谷線（大間間） | 綠市   |

## 關連項目
- 日本鐵路線列表

## 外部連結
- 桐生線 （页面存档备份，存于） - 東武鐵道公式網頁